# Simon Filips van Lippe-Detmold
Simon Filips (Detmold, 6 april 1632 – Florence, 19 juni 1650), was graaf van Lippe-Detmold van 1636 tot aan zijn dood in 1650. Hij was een zoon van graaf Simon Lodewijk en diens echtgenote Catharina van Waldeck-Wildungen.
Als zijn vader in 1636 aan de pokken overlijdt probeert zijn 24-jarige moeder het regentschap te bemachtigen over het graafschap. Omdat zij echter nog niet meerderjarig is (volgens toenmalige wetgeving pas bij 25 jaar), neemt haar vader Christiaan van Waldeck-Wildungen deze taak op zich. Hierop eist de oom van Simon Filips, Johan Bernhard het regentschap op. Uit angst voor het leven haar zoons laat Catharina in 1638 Simon Filips en zijn twee jongere broers ontvoeren door Hessische troepen, de zogenaamde prinsenroof. Zij worden meegenomen naar Lemgo en Rinteln, en later overgebracht naar Marburg, waar zij onder de hoede komen van landgraaf George II van Hessen-Darmstadt.
In 1645 worden de jonge prinsen ondergebracht in Gießen. Hier breekt een pokken-epidimie uit en beide jongere broers van Simon Filips sterven hieraan in 1646. Rond 1647 keert hij terug naar Detmold, waar hij zich verlooft met de 7-jarige gravin Elisabeth Charlotte van Holzappel.
In 1649 begint hij aan Europese reis, die hem onder meer leidt langs Parijs, Grenoble, Rome en Milaan. Als hij in het voorjaar van 1650 in Florence aankomt raakt hij besmet met het pokkenvirus, aan de gevolgen waarvan hij op 19 juni ongehuwd en kinderloos sterft. Hij wordt opgevolgd door zijn oom Johan Bernhard.